# Campeonato Mundial de Snooker de Seis Rojas
El Campeonato Mundial de Snooker de Seis Rojas es uno de los 24 torneos oficiales del circuito mundial de este deporte. Se juega anualmente desde el año 2008 en Bangkok, Tailandia, aunque solo desde el año 2010 con el nombre actual; en 2008 se llamó Six-red Snooker International y en 2009 Six-red World Grand Prix.

## Ediciones
| Año  | Ganador            | Finalista          | Marcador |
| ---- | ------------------ | ------------------ | -------- |
| 2008 | Ricky Walden       | Stuart Bingham     | 8-3      |
| 2009 | Jimmy White        | Barry Hawkins      | 8-6      |
| 2010 | Mark Selby         | Ricky Walden       | 8-6      |
| 2012 | Mark Davis         | Shaun Murphy       | 8-4      |
| 2013 | Mark Davis         | Neil Robertson     | 8-4      |
| 2014 | Stephen Maguire    | Liang Wenbo        | 8-7      |
| 2015 | Thepchaiya Un-Nooh | Ricky Walden       | 8-2      |
| 2016 | Ding Junhui        | Stuart Bingham     | 8-7      |
| 2017 | Mark Williams      | Thepchaiya Un-Nooh | 8-2      |
| 2018 | Kyren Wilson       | Ding Junhui        | 8-4      |
| 2019 | Stephen Maguire    | John Higgins       | 8-6      |
| 2023 | Ding Junhui        | Thepchaiya Un-Nooh | 8-6      |